# Autoestrada A22
L'Autoestrada A22 - Via Infante de Sagres, più conosciuta come Via do Infante ma anche come Via do Infante Dom Henrique o come Via Longitudinal do Algarve, è un'autostrada portoghese che attraversa longitudinalmente la regione dell'Algarve da ovest a est. Misura 133 km. L'A22 nasce in località Bensafrim (Lagos) e termina sul Ponte internazionale della Guadiana (confine con la Spagna) presso Castro Marim. Rappresenta una delle principali vie d'accesso per l'Algarve e nel suo percorso tocca i maggiori centri della regione tra cui Lagos, Portimão, Albufeira e Faro. È parte della strada europea 1 (Belfast-Siviglia).

## Storia
Fino alla metà degli anni 2000, la maggior parte del tracciato della Via do Infante non era considerato un'autostrada ma piuttosto una superstrada (via rápida in portoghese) che attraversava longitudinalmente la regione. Il primo tratto di 2,7 km (da Castro Marim alla frontiera con la Spagna) venne inaugurato nel 1991. Successivamente, tra il 1992 e il 1993, vennero aperti al traffico il tratto Faro-Castro Marim di 48 km e quello tra Albufeira e Faro di 33 km. Questa superstrada, di 83,7 km, venne classificata come IP1 (Itinerário Principal 1) e tale classificazione rimase fino alla metà degli anni 2000 quando, con l'apertura al traffico degli ultimi due tratti (Alcantarilha-Albufeira di 9,3 km e Bensafrim-Alcantarilha di 38,3 km) la superstrada venne riclassificata in autostrada e ricevette l'attuale numerazione A 22.

## Pedaggio
Il sistema di riscossione del pedaggio dell'A22 è di tipo elettronico (o free-flow). Non sono quindi presenti caselli autostradali presso le uscite dell'autostrada in quanto i veicoli vengono ripresi da telecamere durante il tragitto per determinare il percorso effettuato. Il pagamento può essere effettuato in diversi modi:
- tramite il sistema 'Easy Toll', che associa una carta di credito alla targa del veicolo, acquistabile all'Algarve Welcome Point presso la frontiera spagnola (area di servizio di Castro Marim);
- attraverso l'acquisto di una carta ricaricabile ('Toll Card') della validità di 12 mesi, acquistabile presso tutti gli uffici postali portoghesi e le aree di servizio della rete autostradale portoghese che espongono il logo 'Toll Card';
- con una carta prepagata della validità di 3 giorni ('Toll Service'), acquistabile presso tutti gli uffici postali portoghesi e le aree di servizio della rete autostradale portoghese che espongono il logo 'Toll Service';
- tramite il sistema di riscossione automatica del pedaggio portoghese 'Via Verde' o quello spagnolo 'Via-T' (gli equivalenti del Telepass italiano).

Attualmente (gennaio 2019) il costo del pedaggio per l'intera tratta è di 9,00 € per un veicolo di classe 1 (autoveicolo o motocicletta).

## Percorso

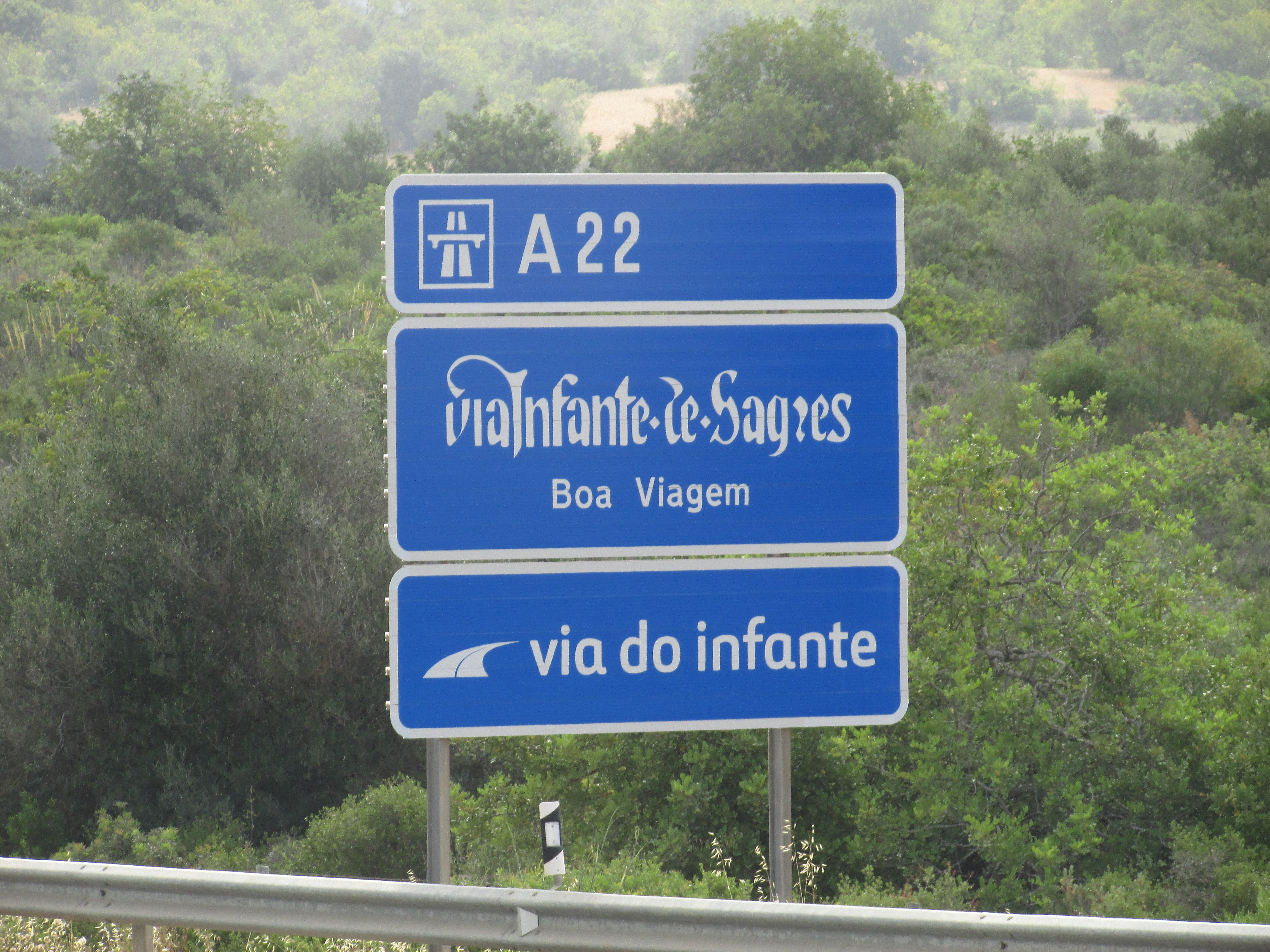
Cartello di identificazione dell'A22 Via Infante de Sagres

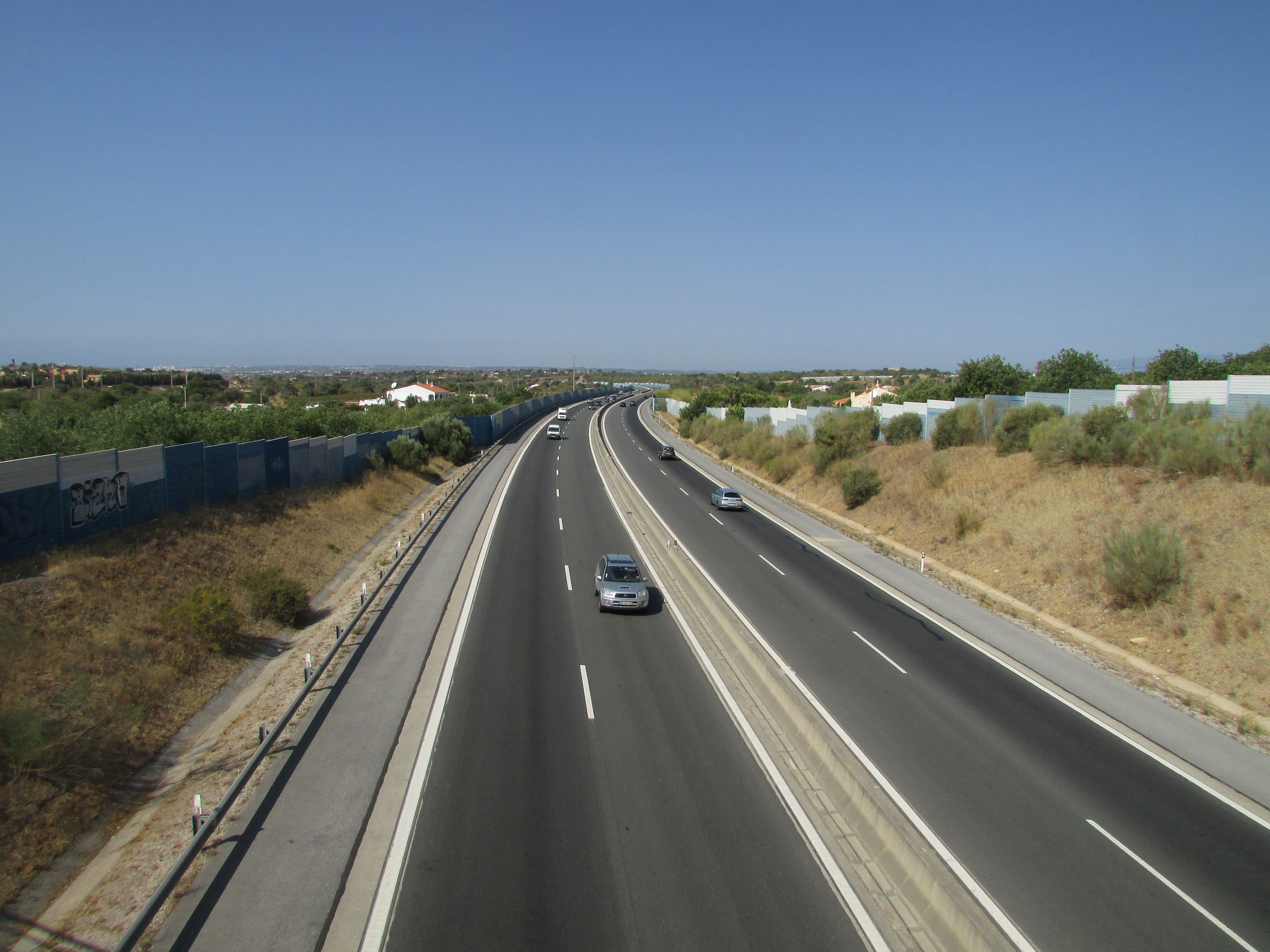
L'A22 nei pressi di Albufeira

L'A22 inizia a Bensafrim, località a nord-ovest di Lagos e si sviluppa verso est attraversando longitudinalmente l'Algarve. Passa per Lagos (km 3), Portimão (km 21), Albufeira (km 48), Loulé (km 69), Faro ovest / Aeroporto (km 74), Faro centro (km 81), Tavira (km 104), Castro Marim / Vila Real de Santo António (km 129) per terminare, al km 133, presso il confine spagnolo posto sul Ponte internazionale della Guadiana ed immettendosi nella superstrada spagnola A-49 per Siviglia. Al km 52, incrocia l'autostrada A2 per Lisbona. Il percorso è interamente a due corsie per senso di marcia con corsia di emergenza. Conta un totale di 18 uscite e 10 portali dotati di telecamere per il calcolo del pedaggio.